# Illmatic
Az 1994-es Illmatic Nas amerikai rapper debütáló nagylemeze. Stilisztikailag egy hardcore hiphop-album, a dalszövegekre a belső rím a jellemző, ezzel a belvárosi témákat fejezi ki.
A Billboard 200-on a 12. helyen debütált, az első héten 59 ezer példányban kelt el. Az eladási adatok mégsem teljesítették az elvárásokat, az öt kislemez nem ért el jelentős eredményeket a listákon. Az alacsony eladásokkal szemben a kritikusok dicsérték, elsősorban dalszövegeik tartalma kapcsán. 1996. január 17-én aranylemez lett az Egyesült Államokban, majd 2001-ben megkapta a platina minősítést is.
Megjelenése óta a keleti parti hiphop egyik mérföldkövévé vált, a kor hiphop zenéjét nagy mértékben változtatta meg. Némely írók minden idők legjobb hiphop-albumának nevezték. 2003-ban 400. lett a Rolling Stone magazin Minden idők 500 legjobb albuma listáján. Szerepel az 1001 lemez, amit hallanod kell, mielőtt meghalsz című könyvben.

## Az album dalai
|     | Cím                              | Hossz |
| --- | -------------------------------- | ----- |
| 1.  | The Genesis                      | 1:45  |
| 2.  | N. Y. State of Mind              | 4:54  |
| 3.  | Life's a Bitch                   | 3:30  |
| 4.  | The World Is Yours               | 4:50  |
| 5.  | Halftime                         | 4:20  |
| 6.  | Memory Lane (Sittin' in da Park) | 4:08  |
| 7.  | One Love                         | 5:25  |
| 8.  | One Time 4 Your Mind             | 3:18  |
| 9.  | Represent                        | 4:12  |
| 10. | It Ain't Hard to Tell            | 3:22  |

## Közreműködők
- Nas – ének, producer
- AZ – ének
- Olu Dara – trombita
- Q-Tip – ének
- Pete Rock – ének
- DJ Premier – producer
- Diego Garrido – hangmérnök, keverés
- Jack Hersca – hangmérnökasszisztens
- Large Professor – producer
- Tim "The Funky Red" Lathem – hangmérnök
- L.E.S. – producer
- MC Serch – executive producer
- Anton "Sample This" Pushansky – hangmérnök
- Q-Tip – producer
- Kevin Reynolds – hangmérnök
- Pete Rock – producer
- Eddie Sancho – hangmérnök
- Jamey Staub – hangmérnök
- Louis Tineo – hangmérnökasszisztens
- Jason Vogel – hangmérnök
- Stan Wallace – hangmérnök
- Aimee Macauley – művészi vezető
- Danny Clinch – fényképek

## Fordítás
Ez a szócikk részben vagy egészben az Illmatic című angol Wikipédia-szócikk ezen változatának fordításán alapul.  Az eredeti cikk szerkesztőit annak laptörténete sorolja fel. Ez a jelzés csupán a megfogalmazás eredetét és a szerzői jogokat jelzi, nem szolgál a cikkben szereplő információk forrásmegjelöléseként.